# Combined Charging System
Combined Charging System (CCS) – jeden ze standardów ładowania samochodów elektrycznych, umożliwiający ładowanie prądem stałym lub zmiennym o maksymalnej mocy 350 kW. Standard ten jest wspierany przez następujące marki: BMW, Citroën, FCA, Ford, General Motors, Honda, Hyundai, Jaguar, KIA, Mazda, Mercedes-Benz, MG, Opel, Peugeot, Polestar, Renault, Rivian, SEAT, Škoda, Tata Motors, Tesla, Volkswagen.